# Likavec
Likavec je priimek več znanih Slovencev:

## Znani nosilci priimka
- Albert Likavec (1929—1990), plesalec in koreograf
- Jani Likavec (*1968), rokometaš
- Jožef Kalasanc Likavec (1773—1850), slovenski filozof češkega rodu
- Mimica Likavec (*1928), plesalka in koreografinja